# 春風 (くるりの曲)
「春風」（はるかぜ）は、ロックバンド、くるりの5thシングル。2000年4月5日発売。発売元はSPEEDSTAR RECORDS。

## 概要
- 原曲を岸田繁の自宅の宅録機材で編集し世に出された。
- オリジナルアルバムには収録されておらず、ベストアルバム『ベスト オブ くるり -TOWER OF MUSIC LOVER-』に初めて収録された。ベスト盤に収録されたバージョンは「春風(Alternative)」と題され、その名の通りシングルバージョンとは異なったバージョンで、高山徹が編集（ミックス）したものである。

## 収録曲
1. 春風
出光興産CMソング
2. ギター
3. ミレニアム(remixed by LABCRY)
4. 春風(よもぎ mix)

## カバー
- 松任谷由実 - 『くるり鶏びゅ〜と』収録
- 矢野顕子 - 『音楽堂』収録